# Zbrodnia w Prkosie
Zbrodnia w Prkosie – zbrodnia o znamionach ludobójstwa, jaka miała miejsce w dniu 21 grudnia 1941; zniszczenie przez ustaszy wsi Prkos w regionie Kordun, w Niepodległym Państwie Chorwackim i wymordowanie jej mieszkańców. Wszyscy, poza jedną osobą narodowości chorwackiej, byli Serbami.
Według statystyk opracowanych przez D. Koracia w Prkosie zginęło 438 osób, z czego 216 w wieku poniżej osiemnastu lat. Zbrodnia wpisywała się w szerszą politykę eksterminacji Serbów, realizowaną w Niezależnym Państwie Chorwackim, zaś w regionie Kordun ze szczególną intensywnością.
W 2010 pomnik upamiętniający ofiary zbrodni w Prkosie został zdewastowany.